# Château du Colombier
Ne doit pas être confondu avec le château de Colombier situé sur la rive nord du lac de Neuchâtel.

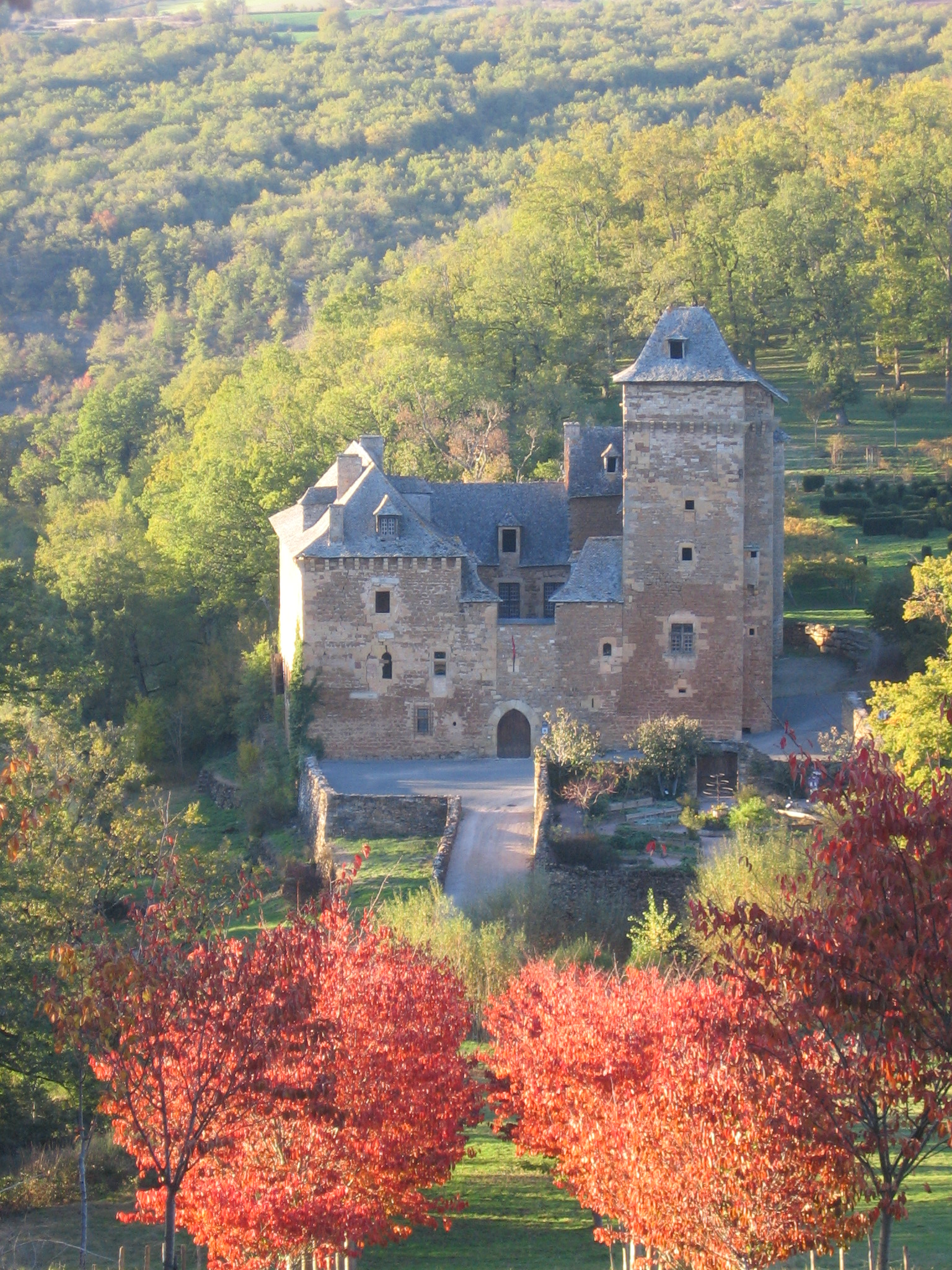
Vue sur le château du Colombier.

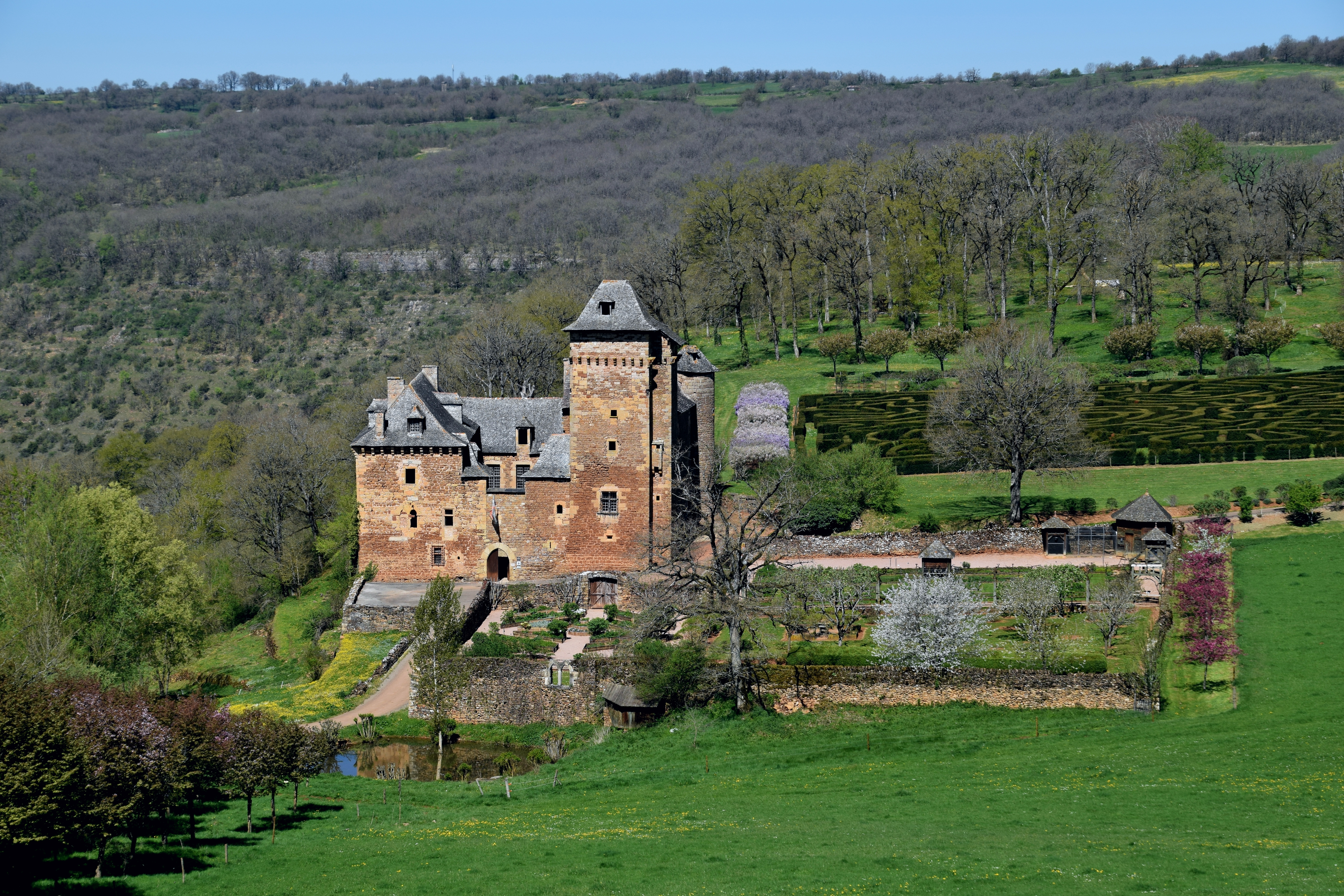
Vue d'ensemble sur le jardin et le château.

Le château du Colombier est une demeure du XIVe siècle, remaniée aux XVe et XIXe siècles, qui se dresse sur la commune française de Salles-la-Source dans le département de l'Aveyron, en région Occitanie.
Le château fait l'objet d'une inscription au titre des monuments historiques par arrêté du 22 septembre 1995.

## Localisation
Le château est situé en contrebas du lieu-dit de Mondalazac, au nord de la commune de Salles-la-Source, dans le département français de l'Aveyron. Ce « repaire » médiéval a été édifié sur le flanc d'une combe dominant la principale route qui, au Moyen Âge, reliait les bourgs principaux de Marcillac-Vallon et Salles-la-Source par la vallée du Cruou.
Le château du Colombier doit son nom à la présence dans ses murs de deux colombiers permettant l'élevage des pigeons, à l'époque, pour leur fiente, la colombine : droit seigneurial sous l'Ancien Régime.

## Historique
L'édifice a été fortifié du XIe siècle aux guerres de Religion. Lors de la guerre de Cent Ans, en 1437, la demeure passe par mariage aux chevaliers de La Panouse (Amalric de La Panouse, fils de Jean 1er, sénéchal de Carcassonne, épouse Marguerite de Salles, héritière du château). Au XXe siècle, le créateur du parc animalier de Thoiry, Antoine de La Panouse (1914-2006), un lointain héritier, entreprit sa restauration avec notamment ses vestiges de murs peints, ses mâchicoulis, etc.